# Gaitania
Gaitania es un corregimiento del municipio colombiano de Planadas en el departamento de Tolima.

## Toponimia
Inicialmente se llamaba "Atá". Pero tras el asesinato de Jorge Eliécer Gaitán el centro poblado pasa de denominarse a Gaitania como homenaje al líder liberal asesinado.

## Geografía
Gaitania está ubicada al sur del departamento del Tolima con temperaturas entre 18 °C a 25 °C en la zona urbana y altitudes que van desde los 1.400 a 5.355 m sobre el nivel del mar; limita al oriente con el departamento del Huila; al sur con los departamentos de Huila y Cauca; al occidente con el departamento del Valle del Cauca. Es importante destacar que dentro del área geográfica de Gaitania se encuentra cerca del 50 % del Volcán Nevado de Huila según el IGAC, siendo este de gran importancia por ser la cuarta montaña más alta de Colombia, después de los picos Cristóbal Colón y Simón Bolívar en la Sierra Nevada de Santa Marta; además es la mayor fuente hídrica del país, ya que posee 13 km² aprox. de casquete glaciar según la NASA, donde derivan importantes afluentes hídricos. El gobierno nacional creó allí el parque nacional natural Nevado del Huila, una gigantesca área de reserva de biosfera hasta ahora inexplorada en su gran parte, debido al cruento conflicto armado que allí se vive; esta zona es el hábitat de la danta de páramo, un mamífero espectacular pero que se encuentra en vía de extinción, así como el oso de anteojos y varias especies de primates, entre otros.

## Historia
Fundada el 5 de noviembre de 1920, mediante el Decreto 1.013 emitido por Luis V. González, Gobernador del Departamento del Tolima, se indica la creación de la "Colonia Penal y Agrícola del Sur de Atá" (conocida simplemente como Atá) en su actual localización urbana, para albergar presos asociados a delitos como fabricación casera y contrabando de licor, pero su principal fin era recluir personas que se identificaran con el Partido Liberal, ya que en esa época se vivía aún la "hegemonía conservadora" o del Partido Conservador, el entonces partido de gobierno y opuesto al liberal, que mantenía una fuerte persecución política a los seguidores de este partido político; por esta razón, la población de Atá fue predominantemente de ese partido, debido a que el gobierno conservador la usó para retenerlos en una época de fuertes divisiones políticas. Pero con el tiempo los simpatizantes de ambos partidos y de otros más se integraron sin ningún problema, generando como consecuencia su famosa hospitalidad y amabilidad, reconocida ahora en todo el orbe. Transcurrieron 11 años para que el gobierno liberal del presidente Enrique Olaya Herrera decidiera clausurar toda prisión de carácter político en Colombia, incluyendo la de Atá, permitiendo así la libre urbanización de esta región que también daría origen al municipio de Planadas en los años 1930.
Durante una nueva época de violencia bipartidista a finales de los años 40 y toda la década de los 50, surgida tras las revueltas populares que se originaron con el magnicidio del líder político liberal Jorge Eliécer Gaitán, esta población decide cambiar el nombre de Atá a Gaitania, en honor al caudillo inmolado, principalmente como iniciativa del señor Nemesio Salcedo, uno de los fundadores y quien era amigo personal del político fallecido. Luego en la década del 50 y 60, Gaitania es erigida como corregimiento del municipio de Planadas, siendo poblada por numerosas colonias provenientes de Eje Cafetero, particularmente de los departamentos del Quindío y de Antioquia; esto explica el por qué de su afinidad con rasgos y cultura paisa al igual que otras regiones del departamento como El Líbano, Villahermosa, Fresno, etc. Otra cultura presente y destacada es la indígena paez, quienes ancestralmente habían transitado por esta tierra desde el departamento del Cauca, pero a raíz de fenómenos sociales y ambientales, entre otras causas, una etnia de esa cultura se fue desplazando a este territorio otrora ocupado por los indígenas pijaos, en la llamada "Nación Pijao" (hasta 1700). Según reportes del DANE de 2005, aproximadamente un 73 % de su población es de raza blanca y mestiza, un 0.3 % de raza negra y el restante es perteneciente a la etnia paez Nasawe´sx, quien conserva aún sus tradiciones, incluyendo su lengua materna, dándole riqueza cultural adicional a esta región.

### Tratado de paz
Es de destacar también que Gaitania fue la única población de Colombia, hasta la firma de los acuerdos de paz con las FARC-EP en 2016, en tener un tratado de paz vigente desarrollado por su población indígena Paez o Nasa y respetado por la organización subversiva en su época de insurgente, este logro permitió salvar cientos de vidas y proteger el medio ambiente desde 1996 que se firmó este tratado de paz; este proceso contó con el respaldo del Comité Regional Indígena del Tolima (CRIT) y la Gobernación del Tolima, constituyéndose en una de los procesos sociales más admirados a nivel mundial, sobre todo por la Unión Europea y la ONU.

### Conflicto armado interno en Colombia
Gaitania tiene importancia histórica en el país por la relación existente con el líder comunista Jacobo Prías Álape, conocido como 'Charro Negro', cuyo asesinato en una de sus calles en 1960 provocó el regreso a la lucha armada de los combatientes comunistas (y algunos liberales) de la violencia bipartidista, que convirtieron este lugar en la históricamente conocida República de Marquetalia, territorio sin autoridad del estado, dando inicio al conflicto armado interno de segunda mitad del siglo XX. También es histórica por su ineludible relación con la Operación Soberanía de 1964 por parte del Ejército de Colombia, con el objetivo de recuperar el territorio en manos de estas autodefensas campesinas que, más adelante, conformarían las Fuerzas Armadas Revolucionarias de Colombia - Ejército del Pueblo (FARC-EP), que se mantuvieron alzados en armas durante más de 50 años hasta 2017, cuando entregaron su material de guerra a la ONU, en el marco de los Acuerdos de La Habana suscritos con el gobierno. Se encuentra también el Espacio Territorial de Capacitación y Reincorporación (ETCR) Marquetalia Cuna de la Resistencia, en la vereda El Oso del corregimiento de Gaitania.

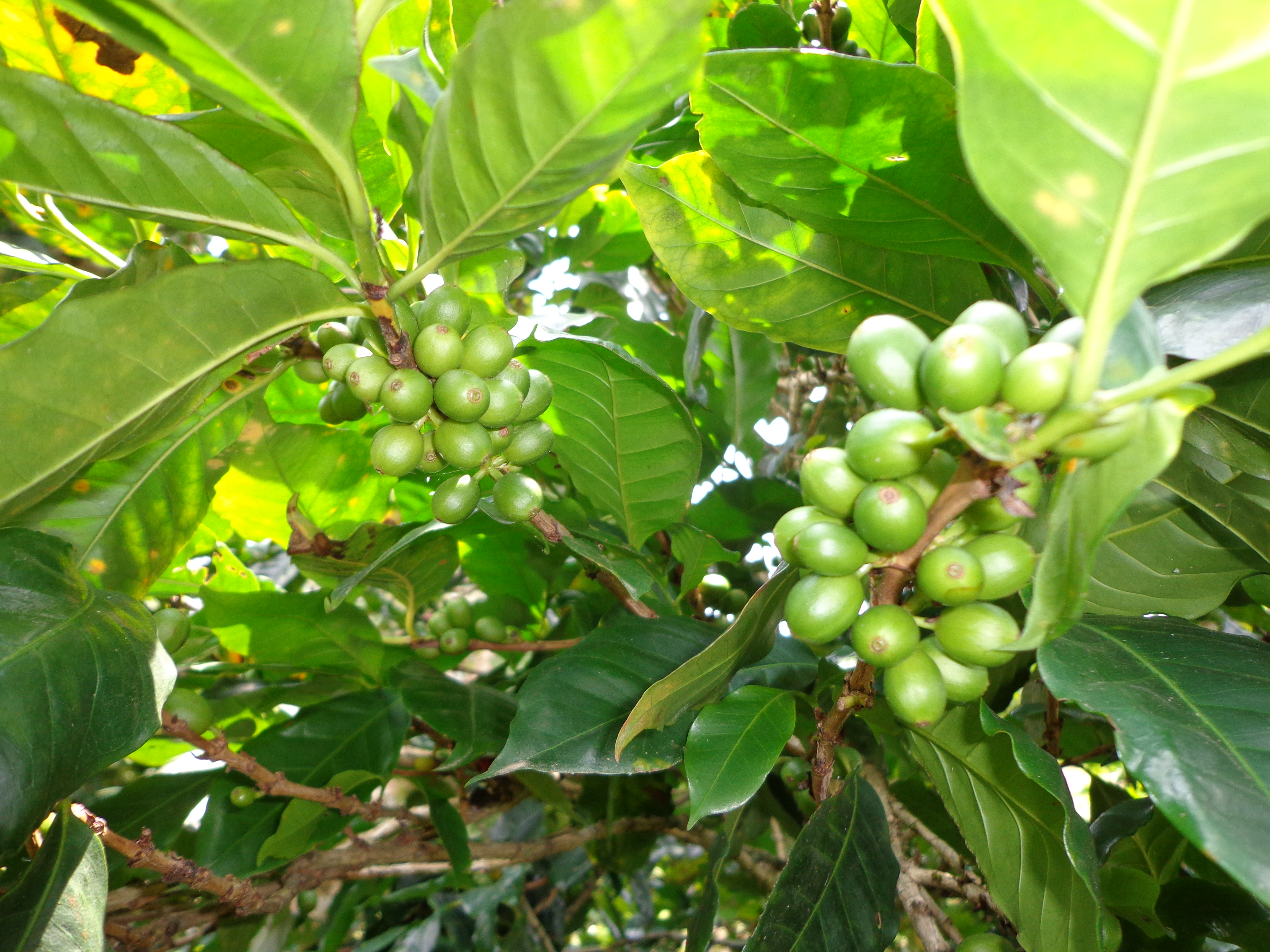
Grano de café Gaitania

## Economía
Es una región tradicionalmente cafetera.